# ÖBB 2016 sorozat

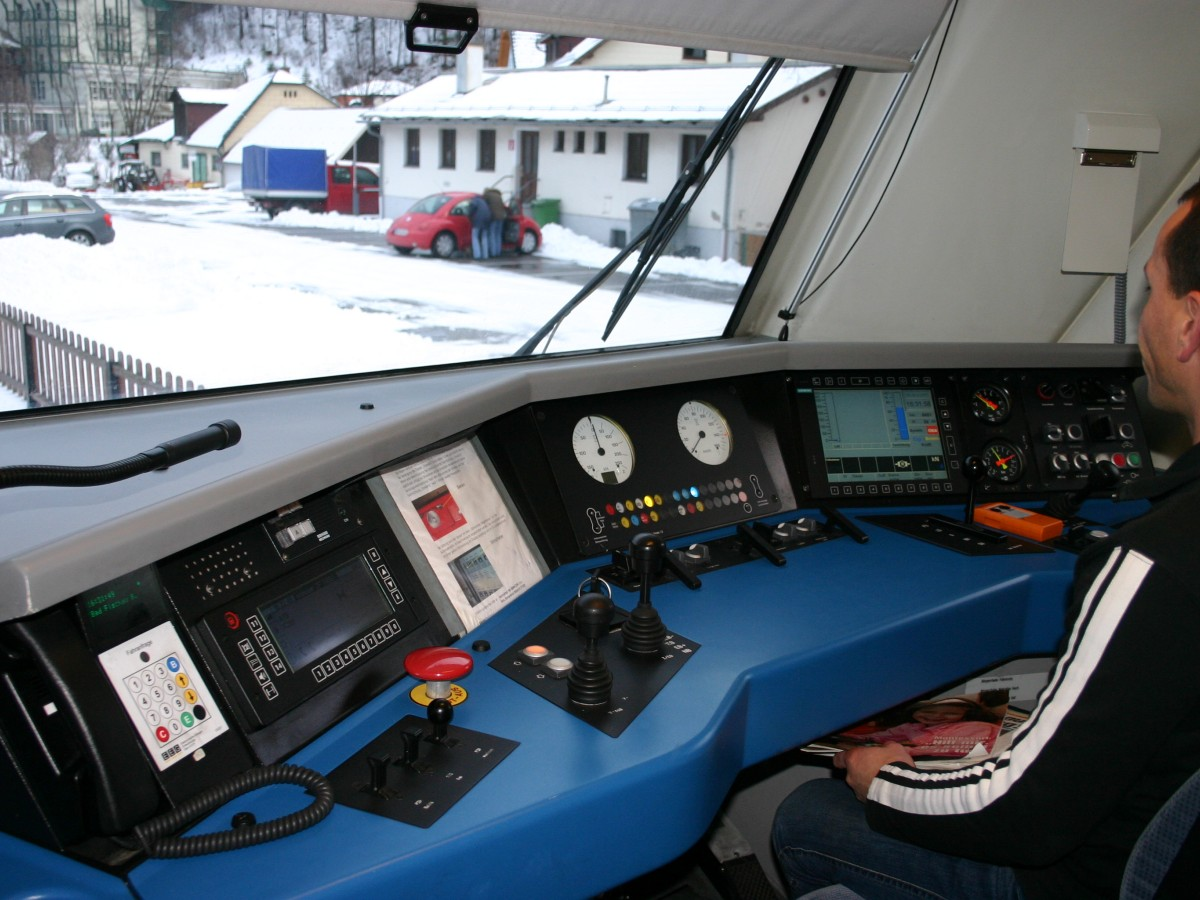
A mozdony vezetőállása

Az ÖBB 2016 sorozat az ÖBB nagy teljesítményű dízel-villamos erőátvitelű, Bo'Bo' tengelyelrendezésű dízelmozdony-sorozata. Beceneve Herkules.

## Története
Az ÖBB 1991-ben mintegy kétmilliárd schilling előirányzattal 110 dízelmozdony beszerzését határozta el, három teljesítménykategóriában. A pályázati kiírás, tervezés kivitelezés kemény időszaka után hamarosan feltűnt az ÖBB Wiener Neustadt-i vontatási üzemegységénél ezek egyike a 2016 sorozatú dízel-villamos mozdony. Az ÖBB ezzel az elavult, már nem is az „ÖBB Standard”-nak megfelelően karbantartott ÖBB 2043, ÖBB 2143 sorozatát kívánja felváltani. A mozdony a már szokássá vált módon a benne rejlő erőre utaló szimbolikus „Hercules” nevet kapta.

## Modellvasút
"Hercules" mozdonyt HO méretarányban a Märklin, Trix, Roco és Piko, N méretarányban Fleischmann, TT méretarányban a Piko és a Kühn Modell gyárt.

## Lásd még
- Iranrunner